# (5088) Tancredi
(5088) Tancredi es un asteroide que forma parte del cinturón de asteroides y fue descubierto el 22 de agosto de 1979 por Claes-Ingvar Lagerkvist desde el Observatorio de La Silla, Chile.

## Designación y nombre
Tancredi se designó inicialmente como 1979 QZ1.
Posteriormente, en 1993, fue nombrado en honor del astrónomo uruguayo Gonzalo Tancredi.

## Características orbitales
Tancredi orbita a una distancia media del Sol de 3,107 ua, pudiendo acercarse hasta 2,618 ua y alejarse hasta 3,597 ua. Su excentricidad es 0,1576 y la inclinación orbital 0,5851 grados. Emplea en completar una órbita alrededor del Sol 2001 días. El movimiento de Tancredi sobre el fondo estelar es de 0,1799 grados por día.

## Características físicas
La magnitud absoluta de Tancredi es 12,5 y el periodo de rotación de 5,059 horas.